# チェイス・センター
チェイス・センター（Chase Center）はアメリカ合衆国カリフォルニア州サンフランシスコのミッション・ベイにある多目的アリーナ。

## 概要
ゴールデンステート・ウォリアーズは1971年以来、オークランド・アラメダ・カウンティ・コロシアム・アリーナを本拠を構えていた。しかし施設の老朽化によりオラクル・パークの近辺に新アリーナを建設。アリーナ近くにはカリフォルニア大学サンフランシスコ校があり、最寄り駅のUCSF/ミッション・ベイ駅がある。
2019年9月に完成、ネーミングライツはJPモルガン・チェースが取得 。19-20シーズンからウォリアーズの新本拠地として使用されている。こけら落とし公演はメタリカとサンフランシスコ交響楽団とのオーケストラコンサートが行われた。